# Austrocidaria parora
Austrocidaria parora là một loài bướm đêm thuộc họ Geometridae. Nó là loài đặc hữu của New Zealand.
Con trưởng thành bay vào tháng 8 và tháng 9.
Ấu trùng ăn các loài Coprosma.

## Hình ảnh

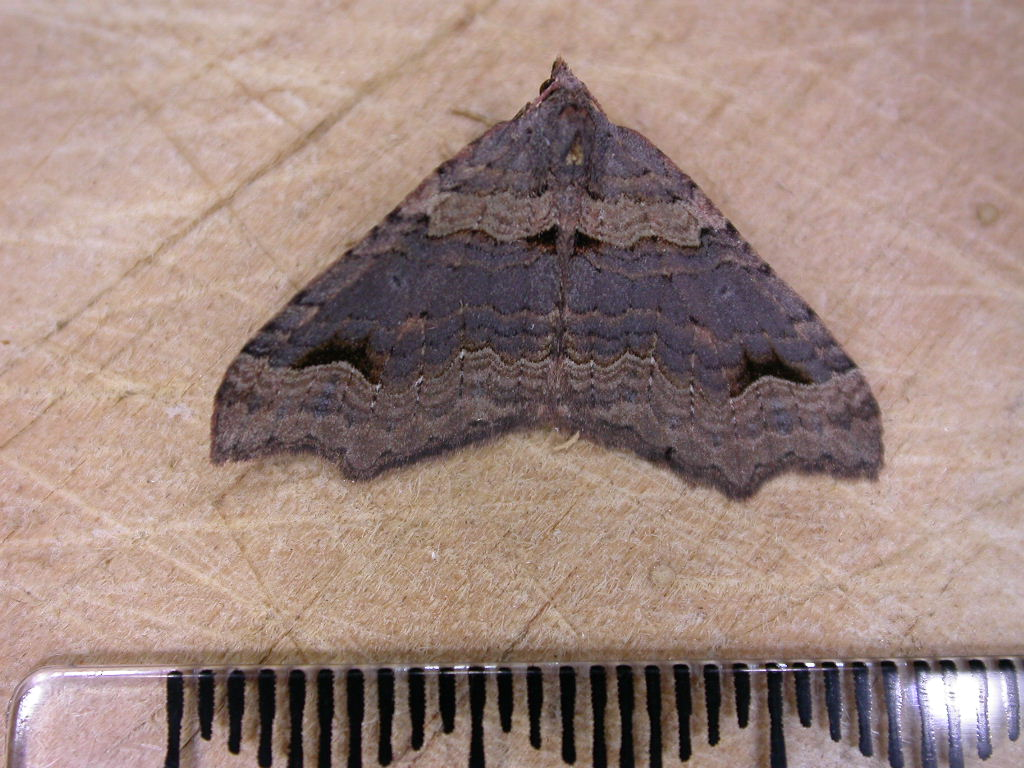
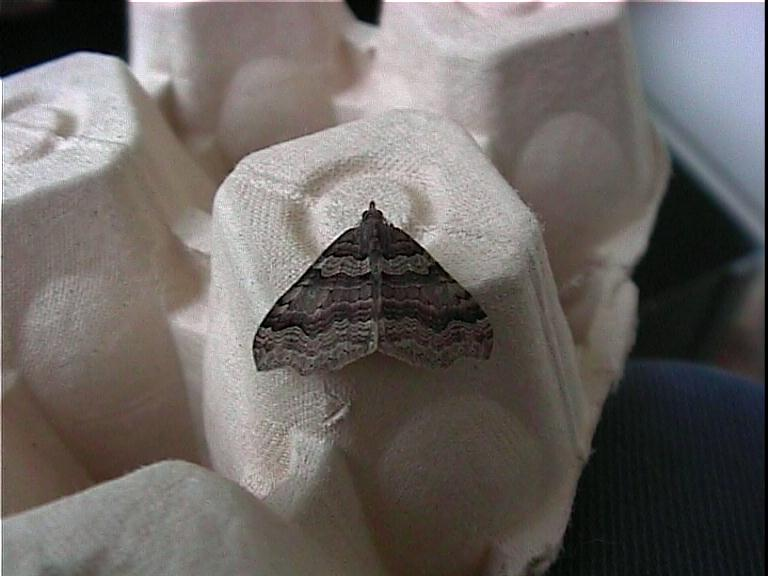